# Venta de Cárdenas
Venta de Cárdenas es una pedanía perteneciente al municipio español de Almuradiel, en la provincia de Ciudad Real, aunque la parte del casco urbano situado al sur del puente sobre el río Magaña se halla en Viso del Marqués. La población está situada muy próxima al paso de Despeñaperros, que marca la frontera de Castilla-La Mancha con Andalucía, en plena Sierra Morena.

## Geografía

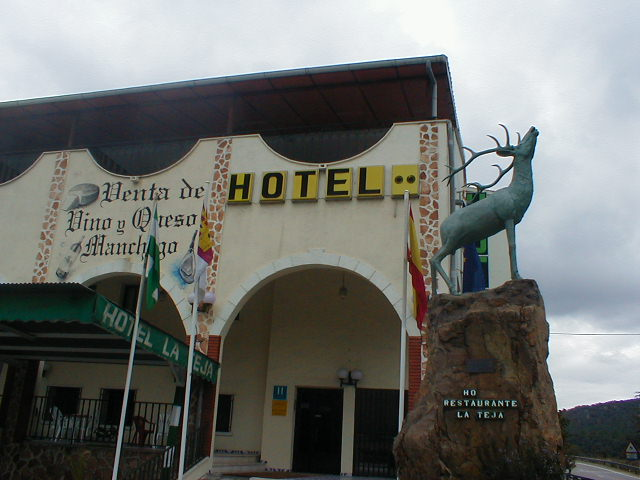
Hotel La Teja, en Venta de Cárdenas.

Venta de Cárdenas posee una población de 30 habitantes. Se encuentra cerca del conocido paso de Despeñaperros, relieve natural modelado por el río Magaña. A pesar de su situación en las faldas de Sierra Morena, la altitud no supera los 648,29 m sobre el nivel del mar, debido al hecho de situarse en buena parte sobre el río Despeñaperros.
El entorno se configura como un gran bosque mediterráneo con predominio de encinas y alcornoques, pero también quejigo, roble melojo, arizónicas y pinos (piñonero, carrasco y negral). El matorral es de madroños, brezos, jaras, mirtos y coscojas.
Entre la fauna local destaca una importante presencia de ciervo y jabalí, sobre los que se mantienen autorizadas monterías de caza, pero es más destacable la existencia de algunos pocos ejemplares de lince ibérico y de lobo,[cita requerida] así como pequeños carnívoros como el zorro, el meloncillo y el gato montés.

## Historia

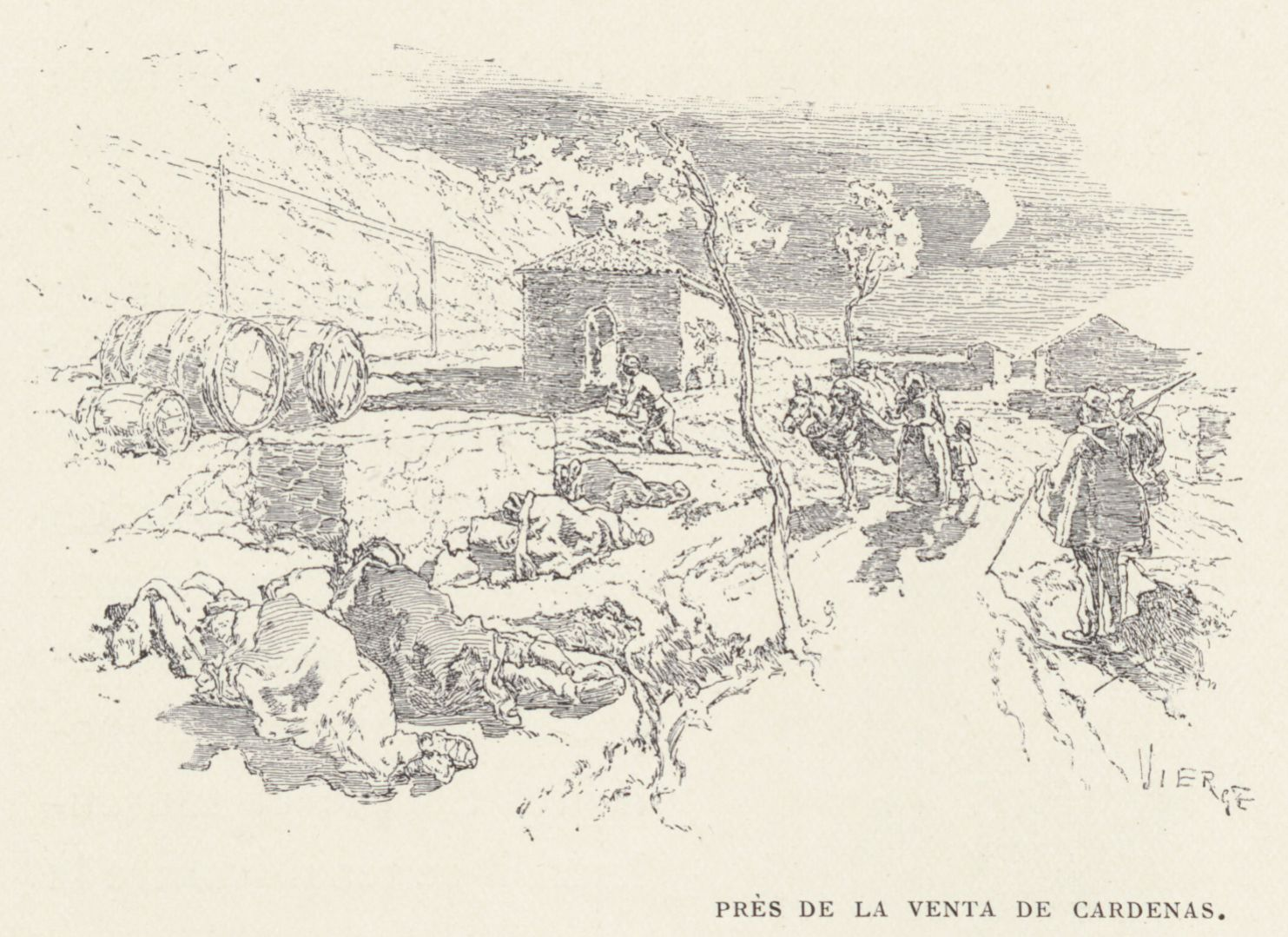
«Près de la Venta de Cárdenas» por Vierge (Au pays de Don Quichotte, 1901)

Esta localidad surgió como consecuencia de ser un lugar de paso y de encuentro entre comerciantes de la Meseta Central y Andalucía. Históricamente, Venta de Cárdenas, tal y como su nombre indica, ha sido lugar de ventas, posadas, tabernas y hostales. Este ha sido el sustento económico de la localidad y se mantiene en la actualidad. También fue un punto de encuentro en el trazado ferroviario al poseer una estación de tren, que fue abierta al público el 25 de mayo de 1865. En 1914 Antonio Machado, compuso en la localidad el poema A Narciso Alonso Cortés, poeta de Castilla, integrado dentro de Campos de Castilla.
Entre sus mesones destaca uno por estar rodeado de una polémica política: Casa Pepe. Esta venta es conocida por ser uno de los últimos refugios de la simbología franquista. La decoración del establecimiento hace constante alusión a la época franquista española, contando incluso con una tienda de variados artículos y productos con la bandera preconstitucional española que fue utilizada durante la dictadura de Francisco Franco. También hay abundante parafernalia con la imagen del falangista José Antonio Primo de Rivera y cabezas de toro disecadas. En 2017, con la muerte del dueño de la venta, se suscitó una nueva polémica al surgir la iniciativa de dedicarle una calle en la localidad. Finalmente, esta placa fue retirada.